# 少年Pi的奇幻漂流
《少年Pi的奇幻漂流》（英語：Life of Pi），簡稱《奇幻漂流》，是2001年一部描述一名印度男孩「Pi」（音譯「派」）在太平洋上與成年孟加拉虎同船而撐過227天的生存故事，作者為加拿大作家楊·馬泰爾。
2012年由李安所執導的同名電影上映。老虎的名字理查德‧帕克是女王訴杜德利與斯蒂芬案中，被同船船员殺害為食物的水手男孩的名字。

## 故事大綱
少年Pi的奇幻漂流分為三部分。

### 第一部分
成人的主角Pi回憶他的童年，生活在印度南部的殖民地治里市。為了紀念在法國的皮辛‧墨利多‧帕拓爾游泳池，父母給他取名為皮辛‧帕帖爾。由於皮辛的英文發音接近英文的尿尿，導致同學們不但取笑他，還給他取了一個排泄的綽號。
皮辛因為受不了同學取笑，在中學時期開始稱自己為Pi。他的父親擁有一間動物園，這使得童年期間的Pi能夠了解一些動物的行為，他的父親提供了Pi富裕、舒適的生活。Pi從小在印度教中洗滌，但在14歲時，因巧合之下，他接觸了基督教和伊斯蘭教；他單純只想要愛神，因此開始了追隨著三種宗教。他嘗試著從這三種不同的宗教信仰來瞭解神─發覺了這三種宗教的優點。

### 第二部分
後來，由於當時印度政治上的紛擾，Pi的家人決定賣掉他們的動物，然後搬到加拿大。在小說裡頭的第二部分，Pi的家人帶著一些他們動物園的動物，搭著一艘日本貨船，遠渡重洋──從印度到加拿大的旅程。但是出海才不到幾天，貨船遇到了暴風雨而沉船了，他的家人也在船難中死去。暴風雨過後，恢復意識後的Pi發現自己跟一條斑點鬣狗、一頭受傷的斑馬、一隻猩猩和一頭成年孟加拉虎在一艘小救生艇裡。
在與動物共存的環境裡，Pi親眼目睹了動物的原始野性。鬣狗咬死了已經受傷的斑馬，後來鬣狗也咬死了猩猩。一頭藏在帆布下，名叫理察德‧帕克（Richard Parker）的孟加拉虎跳出來咬死並吃了斑點鬣狗。驚慌的Pi利用了一些能夠漂浮的器具，製造了一個小的漂浮筏，用繩子把漂浮筏跟小救生艇繫在一起，然後逃到小漂浮筏上。在人與動物裡共存、想活下去、精神緊繃的壓力下，Pi給帕克他所捕捉到的魚跟收集到的淡水，他也同時試圖用一邊吹哨子、一邊搖晃船讓帕克暈船來制約牠。最後帕克習慣了Pi的存在，他們也從此在船上共同生存。
Pi回憶起、述說著在海上漂流時所遇到的不同的場景，其中包括了發現一個島嶼，島嶼上住了許多狐獴，但是島上所覆蓋著的藻類其實是肉食性的。227天後，救生艇被沖上了墨西哥海岸。理察德‧帕克立即逃遁入附近的叢林。

### 第三部分
兩名日本國土交通省的官員為了調查沉船的原因，而到了墨西哥的醫院探訪康復中的Pi。Pi告訴兩位官員他所經歷的故事，但他們不予採信，覺得這個故事是不可能發生的。Pi於是告訴他們第二個故事──救生艇上沒有動物，而是另外三位倖存者，包括輪船的廚師、斷了一條腿的臺灣船員、和Pi的母親。廚師切斷船員的腿當做魚餌，又殺害船員及Pi的母親以作為食物。不久後廚師就被Pi殺死並食用。
兩位官員注意到故事之間的相似之處：鬣狗象徵廚師、斑馬象徵船員、猩猩象徵Pi的母親、老虎象徵Pi本人。Pi指出，兩個故事都無法被證明，也無法解釋沉船的原因，之後便問兩位官員偏好哪個故事。他們最終選了有動物的故事，Pi向他們道謝並說：「信神也是如此。」兩位官員便離去並提交報告。

## 獎項
- 2002年 英國布克獎[1]
- 2004年 德國圖書獎
- 2001年 加拿大魁北克作家聯盟麥克倫小說獎
- 2002年 加拿大優質平裝書俱樂部最佳小說新人獎
- 2003年 南非波克獎
- 2003年 加拿大蒙特婁書展大獎

## 改編
《少年PI的奇幻漂流》自2011年1月起展開全面的拍攝工作，地點並已選擇在印度和台灣實地進行。美商20世紀福斯影片公司並將在2012年的11月21日正式發行上映，導演為李安，主角由蘇瑞吉·沙瑪（Suraj Sharma）演出，電影劇本由大衛·麥基（David Magee）改編，攝影指導為克勞帝歐·莫藍達（Claudio Miranda），卡司導演為艾維·卡夫曼（Avy Kaufman），製片為吉兒·奈特（Gil Netter）。

### 電影版本差異
在故事版本，Pi問了那兩位日本官方人員，問他們會選擇哪一個版本。而在電影版本，Pi則向兩位日本官方人員和作家（Pi的好友）提問此問題。他們都選擇了Pi的動物版本。
電影版多了阿南蒂一角，還有Pi學習打鼓一事。電影中少了遇見盲眼法國人橋段，電影中沒有書中鉅細靡遺描述烏龜的部分。

## 拍攝
該片於台中市水湳經貿生態園區打造造浪池拍攝，台中市政府也給予5900萬元輔導金以及相關拍攝支援。